# Promolophilus
Promolophilus is een ondergeslacht van het geslacht van insecten Molophilus binnen de familie steltmuggen (Limoniidae).

## Soorten
Deze lijst van 19 stuks is mogelijk niet compleet.
- M. (Promolophilus) afghanicus (Alexander, 1969)
- M. (Promolophilus) albibasis (Alexander, 1924)
- M. (Promolophilus) apollyon (Alexander, 1955)
- M. (Promolophilus) avazhon (Savchenko, 1976)
- M. (Promolophilus) avernus (Alexander, 1969)
- M. (Promolophilus) bilobulus (Alexander, 1938)
- M. (Promolophilus) brobdingnagius (Alexander, 1969)
- M. (Promolophilus) diacus (Alexander, 1969)
- M. (Promolophilus) dirhaphis (Alexander, 1958)
- M. (Promolophilus) grishma (Alexander, 1969)
- M. (Promolophilus) lethe (Alexander, 1969)
- M. (Promolophilus) millardi (Alexander, 1945)
- M. (Promolophilus) munkar (Alexander, 1969)
- M. (Promolophilus) nestor (Alexander, 1969)
- M. (Promolophilus) nigropolitus (Alexander, 1935)
- M. (Promolophilus) nitidulus (Alexander, 1946)
- M. (Promolophilus) nitidus (Coquillett, 1905)
- M. (Promolophilus) subnitens (Alexander, 1946)
- M. (Promolophilus) sudra (Alexander, 1969)